# Richteriola beata
Richteriola beata är en tvåvingeart som beskrevs av Richter 1975. Richteriola beata ingår i släktet Richteriola och familjen parasitflugor. Inga underarter finns listade i Catalogue of Life.